# Eurydome (Mond)
Eurydome (auch Jupiter XXXII) ist einer der kleineren äußeren Monde des Planeten Jupiter.

## Entdeckung
Eurydome wurde am 9. Dezember 2001 von Astronomen der Universität Hawaii entdeckt. Sie erhielt zunächst die vorläufige Bezeichnung S/2001 J 4.
Benannt wurde der Mond nach Eurydome, einer der Chariten aus der griechischen Mythologie. 

## Bahndaten
Eurydome umkreist Jupiter in einem mittleren Abstand von 22.865.000 km in 717 Tagen und 7 Stunden. Die Bahn weist eine Exzentrizität von 0,276 auf. Mit einer Neigung von 150,3° ist die Bahn retrograd, d. h., der Mond bewegt sich entgegen der Rotationsrichtung des Jupiter um den Planeten. 
Aufgrund ihrer Bahneigenschaften wird Eurydome der Pasiphae-Gruppe, benannt nach dem Jupitermond  Pasiphae, zugeordnet. Eurydome ist das innerste Mitglied der Gruppe.

## Physikalische Daten
Eurydome  hat einen mittleren Durchmesser von etwa 3 km. Ihre Dichte wird auf 2,6 g/cm³ geschätzt. Sie ist vermutlich überwiegend aus silikatischem Gestein aufgebaut. Eurydome weist eine sehr dunkle Oberfläche mit einer Albedo von 0,04 auf, d. h., nur 4 % des eingestrahlten Sonnenlichts werden reflektiert. Ihre scheinbare Helligkeit beträgt 22,7m.